# The Journal of Physiology
The Journal of Physiology, abgekürzt J. Physiol., ist eine wissenschaftliche Fachzeitschrift, die vom Wiley-Blackwell-Verlag im Auftrag der Physiological Society veröffentlicht wird. Die Zeitschrift wurde im Jahr 1878 durch den Physiologen Michael Foster gegründet. Derzeit erscheinen 24 Ausgaben im Jahr. Die Zeitschrift veröffentlicht Arbeiten aus allen Bereichen der Physiologie.
Der Impact Factor lag im Jahr 2014 bei 5,037. Nach der Statistik des ISI Web of Knowledge wird das Journal mit diesem Impact Factor in der Kategorie Physiologie an fünfter Stelle von 83 Zeitschriften und in der Kategorie Neurowissenschaften  an 41. Stelle von 252 Zeitschriften geführt.